# Camellia longicalyx
Camellia longicalyx är en tvåhjärtbladig växtart som beskrevs av Ho Tseng Chang. Camellia longicalyx ingår i släktet Camellia och familjen Theaceae. Inga underarter finns listade i Catalogue of Life.